# My Life With the Thrill Kill Kult
My Life with the Thrill Kill Kult (även kallat Thrill Kill Kult eller TKK) är ett amerikanskt industrialband, bildat i Chicago 1987 av Buzz McCoy och Groovie Mann.  

## Wax Trax!
Namnet är taget från ett tidigt 80-talsband kallat "Hammerhead Housewife and the Thrill Kill Kult". Det bandet upplöstes och namnet till My Life with the Thrill Kill Kult antogs till deras nästa projekt.
Det var menat att namnet skulle bli en filmtitel och en film om medlemmarnas liv. De sökte stöd ett tag och lyckades till sist att övertyga Dannie Flesher och Jim Nash, delägare av det oberoende Chicago-skivmärket Wax Trax! Records, och få med dem på deras idé. Filmen blev dock aldrig gjord, men de skrev kontrakt med Wax Trax! och gav ut en vinyl (Wax 039)  1988.
 
Tillsammans med Revolting Cocks, Ministry, The Young Gods, Front 242, KMFDM och Front Line Assembly, hjälpte TKK till att göra Wax Trax! till en framstående distributör av industrial-utgivningar.

## Diskografi (urval)
Studioalbum
- I See Good Spirits and I See Bad Spirits (1988)
- Kooler Than Jesus (1989)
- Confessions of a Knife... (1990)
- Sexplosion! (1991)
- 13 Above the Night (1993)
- Hit & Run Holiday (1995)
- A Crime for All Seasons (1997)
- The Reincarnation of Luna (2001)
- Gay, Black and Married (2005)
- The Filthiest Show in Town (2007)
- Death Threat (2009)
- Spooky Tricks (2014)

Livealbum
- Elektrik Inferno Live (2002)